# Campionati europei di pugilato dilettanti 1959
I Campionati europei di pugilato dilettanti maschili 1959 si sono tenuti a Lucerna, Svizzera, dal 24 al 31 maggio 1959. È stata la 13ª edizione della competizione biennale organizzata dall'EABA. 180 pugili da 25 Paesi hanno partecipato alla competizione.

## Podi
| Categoria                   | Oro                    | Argento         | Bronzo                             |
| Pesi mosca (kg 51)          | Manfred Homberg        | Gyula Török     | Adam McClean Vladimir Stolnikov    |
| Pesi gallo (kg 54)          | Horst Rascher          | Oleg Grigor'ev  | Zygmunt Zawadzki Miodrag Mitrović  |
| Pesi piuma (kg 57)          | Jerzy Adamski          | Peter Goschka   | André Juncker Orhan Tus            |
| Pesi leggeri (kg 60)        | Olli Mäki              | Demitar Velinov | Ferenc Kellner Iosif Mihalic       |
| Pesi superleggeri (kg 63.5) | Vladimir Engibarjan    | Piero Brandi    | Rupert König István Juhász         |
| Pesi welter (kg 67)         | Leszek Drogosz         | Carmelo Bossi   | Bruno Guse Harry Perry             |
| Pesi superwelter (kg 71)    | Nino Benvenuti         | Henryk Dampc    | Dragoslav Jakovljević Rolf Caroli  |
| Pesi medi (kg 75)           | Gennadij Šatkov        | Tadeusz Walasek | Colm McCoy Harry Scott             |
| Pesi mediomassimi (kg 81)   | Zbigniew Pietrzykowski | Gheorghe Negrea | Lev Senkin Giulio Saraudi          |
| Pesi massimi (kg 81 +)      | Andrej Abramov         | Dave Thomas     | Wladysław Jędrzejewski Josef Němec |

## Medagliere
Nazione ospitante 
| Posiz. | Nazione          | Oro | Argento | Bronzo | Totale |
| ------ | ---------------- | --- | ------- | ------ | ------ |
| 1      | Polonia          | 3   | 2       | 2      | 7      |
| 2      | Unione Sovietica | 3   | 1       | 2      | 6      |
| 3      | Germania Ovest   | 2   | 1       | 0      | 3      |
| 4      | Italia           | 1   | 2       | 1      | 4      |
| 5      | Finlandia        | 1   | 0       | 0      | 1      |
| 6      | Ungheria         | 0   | 1       | 2      | 3      |
| 7      | Inghilterra      | 0   | 1       | 1      | 2      |
| 7      | Romania          | 0   | 1       | 1      | 2      |
| 9      | Bulgaria         | 0   | 1       | 0      | 1      |
| 10     | Irlanda          | 0   | 0       | 3      | 3      |
| 11     | Germania Est     | 0   | 0       | 2      | 2      |
| 11     | Jugoslavia       | 0   | 0       | 2      | 2      |
| 13     | Austria          | 0   | 0       | 1      | 1      |
| 13     | Cecoslovacchia   | 0   | 0       | 1      | 1      |
| 13     | Francia          | 0   | 0       | 1      | 1      |
| 13     | Turchia          | 0   | 0       | 1      | 1      |
|        | Totale           | 10  | 10      | 20     | 40     |